# 休·霍洛韦
休·霍洛韦（英語：Sue Holloway，1955年5月19日—），加拿大女子皮划艇、越野滑雪运动员。她曾代表加拿大参加1976年和1984年夏季奥林匹克运动会皮划艇比赛和1976年冬季奥林匹克运动会越野滑雪比赛，获得一枚银牌和一枚铜牌。